# مارکو اشکوپ
مارکو اشکوپ (انگلیسی: Marko Škop؛ زادهٔ ۲۵ ژوئن ۱۹۷۴) کارگردان فیلم اهل اسلواکی است.

## فیلمشناسی
- اوا نوا - ۲۰۱۵